# Пипин Хересталски
Пипин Хересталски (фр. Pépin II de Herstal; рођен око 635, а умро 16. децембра 714), такође познат и као Пипин Средњи, Пипин Дебели, Пипин Млађи или просто Пипин II, био је франачки мајордом Аустразије од 680. до смрти и Неустрије и Бургундије од 687. до 695. године. Био је први мајордом који је „владао“ као војвода и поглавар Франака (dux et princips Francorum) бацивши тако у засенак лење краљеве (rois fainéants) из династије Меровинга.
Пипин II био је унук и имењак Пипина I Старијег по мајци Беги, док му је отац био Анегисел, син епископа Меца Арнулфа. Брак је тако ујединио две знамените породице, Пипиниде и Арнулфинге чији су потомци постали познати као Каролинзи. Пипин је највероватније био рођен у Херисталу у данашњој Белгији где се и налазио центар моћи његове породице. Због тога је и остао познат под надимком Херсталски.
Као мајордом Аустразије, Пипин је заједно са рођеним братом Мартином, војводом Лаона, ратовао против мајордома Неустрије, Еброина, који је покушао да се наметне целој Франачкој. Еброин је поразио своје ривале из Аустразије код Лукофаа у близини Лаона, али је након тога 681. убијен у атентанту који су заједнички организовали његови бројни непријатељи. Пипин је одмах склопио мир са његовим непоседним наследником Варатоном. 
Када је Варатон умро 686. године, наследио га је зет Бертар који је номиналним краљем свих Франака Теодориком III повео рат против Аустразије. Теодорик је, наиме, од 679. наследио власт над Аустразијом, али је последњи меровиншки владар читаве Франачке био одгајен у Неустрији и било га је лако придобити за Бертарове циљеве. Војска из Неустрије и Бургундије је 687. упала у Аустразију, али је Пипин однео вредну победу у битки код Тертија. Бертар и Теодорик су се потом повукли у Париз, али их је Пипин упорно гонио и на крају натерао на велике уступке. Вертар је морао да се повуче са дужности, а Теодорик је, како би задржао круну, пристао да прогласи Пипина за мајордома све три франачке краљевине Аустразије, Неустрије и Бургундије. Пипин је за свог регента у Неустрији и Бургундији поставио себи лојалног Нордеберта, бургундског војводу и грофа од Париза, док је сам понео помпезну титулу војводе и поглавара Франака. Убрзо, Бертар је морао у прогонство због убиства таште Ансфелд, а након његове смрти 688. или 689. Варатонова ћерка Анструда се удала за Пипиновог најстаријег сина, Дрога, војводу од Шампање. 
Током наредних неколико година Пипин је покорио Фризе, Алемане и Франке источно од Рајне (данашња Франконија у Немачкој). Такође је међу покорена племена слао хришћанске мисионаре. Када су му синови закорачили у пунолетство, Пипин их је 695. именовао за мајордоме, Дрога Бургундије, Гримоалда Неустрије.
Пипин се око 670. оженио Плектрудом, ћерком једног од сенешала Хлодовеха IV. Невеста му је у мираз донела знатне поседе у поречју Мозеле. Касније му је родила Дрога и Гримоалда. Међутим, Пипин је из везе са љубавницом Алпаидом (или Халпаидом) имао још два сина, Карла (будући Карло Мартел) и Хилдебранда. Пипинови законити синови су помрли један за другим, Дрого 708., а Гримоалд 714. године. Након Гримоалдове смрти, Плектруда је наговорила Пипина да разбаштини своје ванбрачне синове и именује за наследника малолетног унука Теодалда, Гримоалдовог сина. И поред поодмаклих година Пипин је изненада умро 16. децембра 714. године у Жупилу (данас део белгијског града Лијежа). Плектруда је покушала да одржи власт свог унука тако што је притворила Карла, али је он успео да се спасе захваљујући присталицама из Аустразије. Након грађанског рата, који је потрајао три године, Карло Мартел је постао једини мајордом и de facto владар Франачке.